# Jüdische Gemeinde Treysa
Die Jüdische Gemeinde Treysa bestand in Treysa im nordhessischen Schwalm-Eder-Kreis mindestens seit dem 18. Jahrhundert und bis zu ihrer Vernichtung durch das NS-Regime in den Jahren 1938/1942. 

## Gemeindeentwicklung bis 1933
Jüdische Einwohner sind 1482 erstmals beurkundet. Ihre Zahl blieb jedoch bis ins angehende 19. Jahrhundert sehr klein. 1575/78 wird Elias Bobenhausen genannt, der in der Burggasse wohnte und dessen Vater, Lazarus Bobenhausen, „Hebräer-Medicus“ (Leibarzt) im Dienst des hessischen Landgrafen Philipp I. war. Auch im 17. Jahrhundert werden nur vereinzelte jüdische Familien erwähnt. 1773 gab es sechs jüdische Familien mit 28 Personen in Treysa. Im 19. Jahrhundert stieg die Zahl der jüdischen Einwohner dann stetig an, basierend vor allem auf Zuzug aus anderen kurhessischen Gemeinden. Im 19. und 20. Jahrhundert entwickelte sich die Zahl der jüdischen Einwohner wie folgt: 
| Jahr | Einwohner, gesamt | Jüdische Einwohner | Anteil in Prozent |
| ---- | ----------------- | ------------------ | ----------------- |
| 1805 | 2.081             | 35                 | 1,7 %             |
| 1816 | …                 | 13 Familien        | … %               |
| 1827 | 2.348             | 94                 | 4,0 %             |
| 1835 | 2.499             | 111                | 4,4 %             |
| 1861 | 2.507             | 125                | 4,8 %             |
| 1885 | 2.413             | 160                | 6,6 %             |
| 1895 | 2.385             | 193                | 8,1 %             |
| 1905 | 3.100             | 160                | 5,2 %             |
| 1924 | 4.207             | 130                | 3,1 %             |
| 1930 | …                 | 130                | … %               |
| 1933 | …                 | ca. 120            | … %               |
| 1938 | 4.294             | ca. 60             | 1,4 %             |

Bis zur Mitte des 19. Jahrhunderts waren die jüdischen Gewerbetreibenden überwiegend Kleinhändler, Viehhändler und Metzger. Danach gab es auch einige Handwerker sowie Besitzer kleinerer Manufakturen, Handelsbetriebe und Läden.

## Gemeindeeinrichtungen
Die Gemeinde gehörte zum Rabbinatsbezirk Oberhessen. Eine Synagoge wurde im Jahre 1819 eingeweiht, und eine jüdische Elementarschule bestand seit 1835. Eine Mikwe (rituelles Bad) befand sich in einem kleinen Badehaus am Keilstor an der Wiera. Einen Jüdischen Friedhof gab es erst ab 1850 an der Wasenberger Straße. An jüdischen Vereinen bestanden die „Chewra Kadischa“ (Arbeitsgebiet: Krankenbesuchen und rituelle Bestattung Verstorbener), der 1879 gegründete Israelitische Jünglingsverein „Chewras Bachurim“ (Arbeitsgebiet: Unterstützung Ortsansässiger, Liebesdienste in Sterbefällen) und der 1887 gegründet Israelitische Frauenverein „Chewras Noschim“ (Arbeitsgebiet: Kranken- und Wöchnerinnenfürsorge). 

### Synagoge
Gottesdienste wurden zunächst in privaten Räumen, später in einem Betsaal gehalten. Im Jahre 1817 beantragte der Kaufmann Abraham Isaak Meyer bei den Behörden die Erlaubnis zum Bau einer Synagoge. Der Bau, ein zweigeschossiges Fachwerkhaus mit Satteldach, wurde 1818/1819 nach dem Muster der Synagoge in Witzenhausen durch den Maurermeister Peter Menzler ausgeführt. Am 6. August 1819 wurden die Torarollen in großem Festzug vom bisherigen Betsaal zur Synagoge „Im neuen Weg“ gebracht. Eine Abteilung Schützen und eine Abordnung der Garnison aus Ziegenhain nahmen an den Festlichkeiten teil. Die Synagoge hatte 60 Männerplätze im Erdgeschoss und 40 Frauenplätze auf einer mit hölzernem Stabwerkgitter abgetrennten Empore. Beim Novemberpogrom 1938 wurde die Inneneinrichtung zerstört.

### Schule
Eine Israelitische Konfessionsschule bestand von 1835 bis 1922. Im Jahre 1868 wurde sie von 14 Schülern besucht, 1891 waren es bereits 38. Um den Andrang zu bewältigen, wurde am 9. Januar 1898 ein neues Schulhaus eingeweiht, ein zweistöckiger Ziegelbau. 1899 besuchten 44 Kinder den Unterricht. Nach dem Ersten Weltkrieg ging die Zahl der Schüler stark zurück, und die Schule wurde daher 1922 geschlossen. 1924 nahmen noch 8 Kinder am Religionsunterricht teil, 1931 noch 9.

### Friedhof
Die Verstorbenen der Gemeinde wurden bis 1850 auf dem Friedhof der Jüdischen Gemeinde Ziegenhain in Niedergrenzebach beigesetzt. Erst dann wurde ein jüdischer Friedhof in Treysa eingerichtet, zwischen der Wasenberger Straße und der Stephanstraße. Er hat eine Fläche von 10,89 ar und enthält 164 Grabstätten. Die letzte Beisetzung fand 1939 statt. Beim Novemberpogrom 1938 wurde der Friedhof geschändet.
Auf dem Friedhof wurde 1976 auf Initiative des aus Treysa stammenden Dr. Julius Werner Höxter ein Denkmal aufgestellt mit dem Text: "Zum Andenken an die jüdischen Bürger der Stadt Treysa, die in den Jahren 1933–1945 der Terrorherrschaft zum Opfer fielen. Ihre Seelen seien eingebunden in den Bund des Lebens." Ein zweites Denkmal wurde von "Nachkommen und Angehörigen von Benedikt Schön und Frau Rosa geb. Hahn" aufgestellt mit dem Text: "Sie klagen an und mahnen".

## Untergang der Gemeinde
Etwa die Hälfte der ca. 120 im Jahre 1933 noch in Treysa lebenden jüdische Personen zog in den Jahren bis 1939 auf Grund der zunehmenden Repressalien und Entrechtung fort oder wanderte ganz aus Deutschland aus. Die örtliche SA tat sich mit wüsten anti-jüdischen Auftritten hervor, die bei Teilen der Bevölkerung Resonanz fanden. So wurden z. B. am 4. September 1933 ein 57-jähriger jüdischer Mann und seine Frau von der SA durch die Straßen geführt. Der Mann musste ein Schild tragen, auf dem zu lesen war: "Ich wollte ein Christenmädchen schänden." Er wurde vom Publikum angespuckt, verhöhnt und geschlagen. Der weithin bekannte Tierarzt und Veterinärwissenschaftler Abraham Höxter wurde am 16. Oktober 1938 von SA-Leuten auf den Marktplatz gebracht und dort vor angetretenen SA, HJ und BDM-Mitgliedern gesundheitspolitischer Sabotage bezichtigt und wüst beschimpft. Anti-jüdische Sentimente waren in der Stadt schon früher zu Tage getreten: Bei einem Judenpogrom im Jahre 1813 wurden Haus und Geschäft eines jüdischen Kaufmanns völlig ausgeplündert; im Revolutionsjahr 1848 kam es wieder zu Plünderungen jüdischer Geschäfte; 1905 wurde ein Ritualmord insinuiert; und noch im Jahre 1920 glaubten die Schüler des Gymnasiums in Treysa, dass Juden in Christenblut baden.
Beim Novemberpogrom 1938 wurde die Inneneinrichtung der erst 1928/29 gründlich renovierten Synagoge vollkommen zerstört, Wohnungen jüdischer Familien wurden verwüstet, und der Lehrer der Gemeinde wurde ermordet. Auch der Friedhof wurde geschändet.
Die noch verbliebenen jüdischen Einwohner der Stadt wurden ab 1939 in immer engeren „Ghettohäusern“ zusammengepfercht, zuletzt 1942 im sogenannten „Judenhaus“ (Steingasse 17). Im Juni und September 1942 wurden die letzten 25 nach Polen beziehungsweise in das KZ Theresienstadt deportiert und dann dort nahezu ausnahmslos ermordet.
Das Gebäude der Synagoge kam in den Besitz der Stadt und wurde zur Unterbringung französischer Kriegsgefangener, später als Wäscherei benutzt. Nach 1945 wurde es zu einem Wohnhaus umgebaut, aber gegen Ende der 1950er Jahre abgerissen.